# World Cat Federation
Die World Cat Federation, kurz WCF, ist eine international agierende Vereinigung von Katzenvereinen, die in Essen registriert ist und 1988 gegründet wurde. Derzeit gehören weltweit 370 Vereinigungen zur WCF. Präsidentin ist derzeit Anneliese Hackmann aus Essen, die auch dem Verein „Deutsche Edelkatze e. V.“ vorsteht.

## Aktivitäten
Die WCF beteiligt sich an den Gesetzgebungsverfahren (u. a. auch am europäischen Parlament in Straßburg) zur Entwicklung der Tierschutzgesetze im Rahmen von Arbeitskreisen und parlamentarischen Anhörungen.
Die WCF ermöglicht es den Züchtern von ihr angeschlossenen Vereinen, ihren Zwingernamen international registrieren zu lassen, so dass diese Namen im Einflussbereich der WCF geschützt sind. Die WCF erstellt Standards für Rassekatzen, von denen sie derzeit 103 veröffentlicht hat. Die WCF bildet Richter für Ausstellungen aus, ermöglicht deren Training und organisiert ihre Prüfungen. Für die Ausstellungen hat die WCF Regeln festgelegt, die sowohl den Ablauf einer Ausstellung als auch die Einteilung der teilnehmenden Katzen in einzelne Klassen bestimmen.